# هيرانيا غاربها

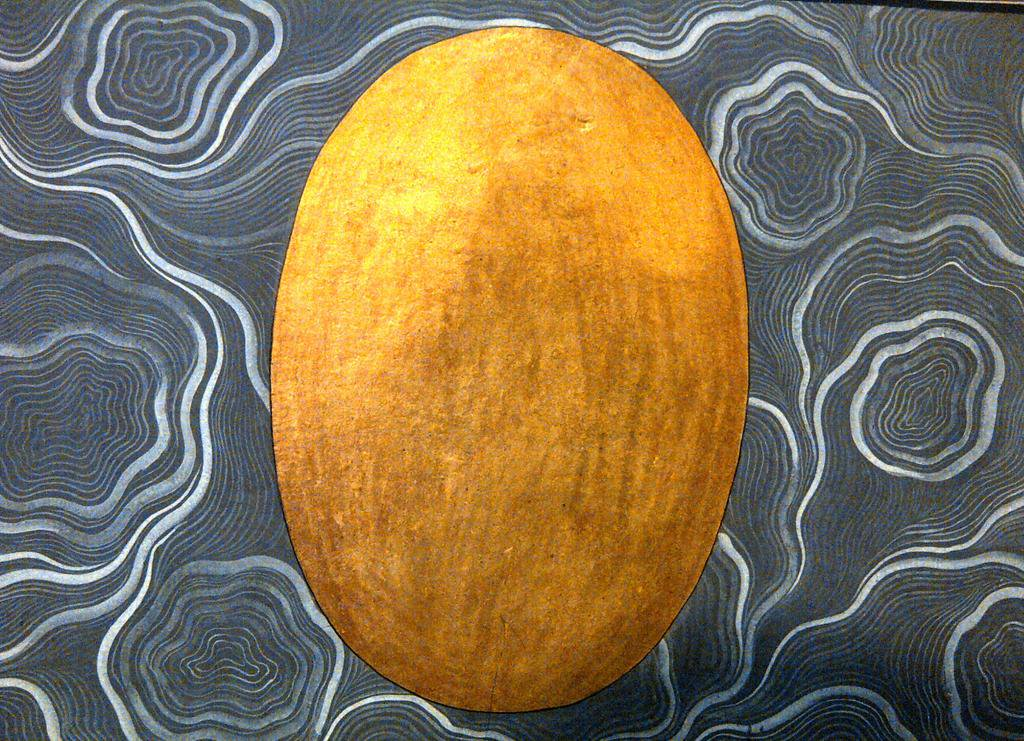
لوحة "البيضة الكونية" هيرانيا غاربها لعام 1740

هيرانيا غاربها (بالسنسكريتية: हिरण्यगर्भः)‏، و(بالإنجليزية: Hiranyagarbha)‏ أو البيضة الذهبية، الجنين الذهبي، المنبت الذهبي، رحم الماء العظيم، الرحم الذهبي، الجرثومة التي نشأ الكون منها؛ والمصطلح يعني حرفيًّا "الرحم الذهبي" وبشيء من الشعرية "الرحم الكوني"؛ هو مُصطلح سنسكريتي يُشير إلى المصدر الذي نشأ منه الكون أو الكون الظاهر/المُتجلِّي في الفلسفة الفيدية. وهو أول موجود ظهر ويعتبر إلهًا ويُدعى الجنين الذهبي.

## الدلالات والمعنى
في المصادر العربية تُرجم المُصطلح "هيرانيا غاربها" إلى عدة معاني؛ فهو يعني الجنين الذهبي الذي يطفو فوق الماء وينفذ فيها ليخصبها لكي تلد إله النار آجني. وأيضاً يترجم إلى البيضة أو المنبت الذهبي، وبحسب رواية أخرى، هو رحم الماء العظيم -البحر الأزلي- الذي حمل البيضة الذهبية باعتباره المنشأ الذي خرج منه براجاباتي الخالق، صانع الآلهة والناس والحيوانات، الذي صنع مخلوقاته، كما يبدو، من المواد التي احتوتها البيضة أو المنبت ذاته. وهي البيضة الذهبية التي ظهرت عند فجر الخلق على "بحر البراهمان"، وأصبحت الإله الخالق الفعال، براهما.